# Harlösa
Harlösa est une localité de la commune de Eslöv en Suède.

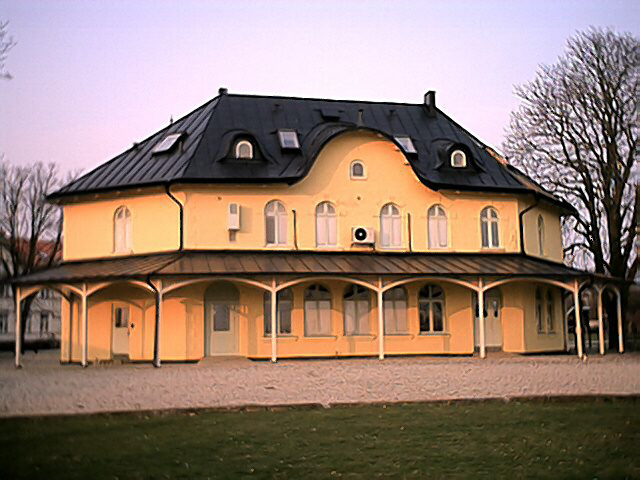
La gare de Harlösa en 2002